# Врбово
Врбово (словен. Vrbovo) — поселення в общині Ілірська Бистриця, Регіон Нотрансько-крашка, Словенія. Висота над рівнем моря: 426 м.